# Операция «Ужице»
Операция «Ужице» (нем. Unternehmen «Užice»), в югославской историографии также известна как «Первое вражеское наступление» (сербохорв. Prva neprijateljska ofanziva) — антипартизанская операция вермахта во время Второй мировой войны на территории Западной Сербии и Шумадии. Проводилась в период с 25 ноября по 4 декабря 1941 года с целью ликвидации так называемой «Ужицкой республики» и сил Народно-освободительных партизанских отрядов Югославии во главе с их Верховным штабом в бассейне Западной Моравы.
Операция «Ужице» стала кульминацией в цикле операций германских войск (28 сентября — 10 декабря 1941 года), направленных на подавление сербского восстания и сопровождавшихся массовыми расстрелами заложников из числа мирного населения.
В результате операции немецкими войсками был ликвидирован основной очаг восстания в Сербии — «Ужицкая республика». Партизанские формирования были в большой мере рассеяны, а некоторая их часть распалась. Боевые действия завершились отступлением оставшихся наиболее организованных партизанских отрядов вместе с Верховным штабом, ядром политического актива компартии и возглавляемого ею движения Сопротивления Югославии в Санджак, а затем в Восточную Боснию.

## Предыстория

### Восстание в Сербии и реакция немецкого командования
В июле 1941 года в Сербии началось вооружённое восстание против немецких оккупантов и их внутренних агентов под руководством Главного штаба (ГШ, с сентября 1941 года — Верховный штаб — ВШ) Народно-освободительных партизанских отрядов Югославии (НОПОЮ) во главе с Генеральным секретарём КПЮ Иосипом Брозом Тито. До середины сентября в созданных здесь 24 партизанских отрядах насчитывалось около 24 тысяч вооружённых бойцов. К концу сентября вся территория Западной Сербии и Шумадии западнее линии Белград — Кралево находилась в руках восставших, включая города Ужице, Чачак, Пожега, Горни-Милановац, Иваница, Баина-Башта, Крупань и Лозница. Кроме того, повстанцами были заблокированы немецкие гарнизоны в городах Шабац, Обреновац и Валево. Центром освобождённой территории стал город Ужице. Обширные освобождённые от оккупантов территории образовались также в Восточной и Южной Сербии. В условиях расширяющегося восстания, четники, опасавшиеся дискредитации в глазах населения из-за собственной пассивности и не желающие лидерства коммунистов, отступили от стратегии невступления в борьбу до возникновения благоприятной обстановки на основных фронтах войны и начали активные действия против оккупантов. КПЮ, заинтересованная в расширении начатой борьбы, проявила инициативу в установлении контактов и 19 сентября состоялась встреча Тито с Михайловичем. Несмотря на различия в вопросах о будущем устройстве Югославии и стратегии войны, в сентябре — октябре началось временное взаимодействие между партизанами и четниками.
Сотрудничество партизан и четников придало особый характер «Ужицкой республике», которая не была гомогенной территорией с одной властью и одними вооружёнными силами. Почти во всё время её существования здесь действовали две ветви власти — партизан Тито и четников Дражи Михайловича, а также их воинские формирования и раздельное командование ими. Однако решающая роль во власти и в обороне освобождённой территории принадлежала более многочисленным силам народно-освободительного движения во главе с коммунистами. На освобождённой территории действовали Верховный штаб НОПОЮ и верховное командование четников. Партизанской «столицей» было Ужице, а четников — Пожега, отсюда они контролировали населённые пункты Рашку, Врнячка-Баню и др. В Чачаке и Горни-Милановаце партизаны и четники делили власть по паритетному принципу, а вскоре во всех местах «республики» имелись комендатуры обоих движений, даже в Ужице.
К середине сентября оккупационный режим в Сербии не справлялся с кризисом власти. Внутренние резервы были исчерпаны. Оккупанты могли сосредоточиться только на защите самых важных объектов. Из-за быстро ухудшающейся обстановки командующий немецкими войсками на Юго-Востоке генерал-фельдмаршал Лист отдал приказ дислоцированным в Сербии дивизиям стягивать подразделения и не занимать населённые пункты силами менее батальона. В одном из мест этот приказ явился запоздалым. Так, при эвакуации из Крупани в плен к восставшим попали 175 человек — большая часть двух немецких рот. Начавшееся в сентябре сотрудничество четников с партизанами вызвало случаи уклонения сербской жандармерии от участия в боевых действиях. Попытка использования жандармов в районе Шабаца закончилась их отказом исполнять приказы, что потребовало задействования немецких подразделений для разоружения вышедших из повиновения. Использование отрядов по борьбе с партизанами (нем. Jagdkommandos) было сначала увязано с минимально допустимой численностью подразделений, вводимых в бой, а с 4 октября было вообще запрещено.
Видя, что восстание в Сербии приняло масштабы реальной войны и угрожает распространиться за пределы Югославии, немецкое командование приняло решение подготовить и провести общее наступление на освобождённую территорию с целью восстановления оккупационного режима. Для этого командующий немецкими войсками на Юго-Востоке генерал-фельдмаршал Лист попросил у ОКВ 13 сентября 1941 года о помощи одной дивизией и сосредоточении всех командных полномочий на территории Сербии в одних руках для проведения общей антипартизанской операции. В качестве подходящей кандидатуры был предложен командир дислоцированного в Греции 18-го горного корпуса генерал Бёме. Гитлер реагировал директивой 31a от 16 сентября 1941 года и приказал Листу подавить восстание в Сербии со всей жестокостью. Указом Гитлера предписывалось расстреливать 50—100 заложников за каждого убитого немца. Согласно приказу ОКВ от 14 сентября в Сербию срочно перебросили из Франции 342-ю пехотную дивизия (пд) с танковым батальоном, а из Греции усиленный 125-й пехотный полк. Позднее в ноябре с Восточного фронта прибыла 113-я пд. Для руководства операциями из Греции в Сербию был передислоцирован штаб 18-го горного корпуса. С целью поддержки сухопутных войск в Сербию, на аэродром в Земуне были переброшены из Граца две боевые авиационные эскадрильи. Обеспечение операции по реке Дунай осуществлялось подразделениями венгерской речной военной флотилии. Вышеперечисленные силы дополняли части четырёх оккупационных пехотных дивизий: 704-й, 714-й, 717-й и 718-й, жандармерия и вспомогательные вооружённые отряды сербского коллаборационистского режима генерала Недича, а также усташско-домобранские воинские формирования из НГХ. Всего задействовалось около 80 тысяч человек.
Накануне немецкого наступления в Западной Сербии и Шумадии действовали 12 партизанских отрядов с численностью личного состава до 15 тысяч человек. По сведениям сербского историка Милана Радановича, численность четников в регионе составляла примерно треть от сил партизан. Другой сербский историк — Венцеслав Глишич сообщает о 3—4 тысячах четников.

### Первый этап немецких операций
Ещё до прибытия в Сербию 113-й пехотной дивизии объектом первого этапа немецких операций стала область Мачва, расположенная в районе дуги, образуемой реками Дриной и Савой (серб. tzv. Sava-Drina okuka). Мачва была одним из главных очагов вооружённого сопротивления оккупантам. Этот район с центром в городе Шабац имел важное сельскохозяйственное значение, а прилегающая к нему территория хорватского Срема, неохваченного восстанием, позволяла провести сосредоточение и развертывание прибывающих частей 342-й пд. Основные задачи по проведению операций в Мачве возлагались на обстрелянную в боях 342-ю пд (12 000 человек). С ней взаимодействовали части 704-й, 714-й, 717-й и 718-й оккупационных дивизий, а также 125-й пехотный полк и коллаборационистские усташско-домобранские и недичевские войска. По данным Белградского военно-исторического института всего к операциям привлекались около 60 тысяч человек. После уничтожения партизанских сил в Северо-Западной Сербии, на втором этапе наступления предстояло ударами из Кралева, Крагуеваца и Валева в направлении Чачака и Ужице уничтожить партизанские отряды в бассейне Западной Моравы.
По немецким оценкам, силы партизан и четников в районе Дринско-Савской дуги составляли от 2000 до 10 000 человек. К началу немецкого наступления в Северо-Западной Сербии действовали Мачванский партизанский отряд в Мачве и около Шабаца; Валевский отряд — в Поцерине (район к северу от горы Цер), Раджевине (район между горами Влашич, Цер, Ягодня и Соколска) и в районе Валево — Мионица; Посавский партизанский отряд оперировал в районе Шабац — Валево и на линии коммуникации Белград — Обреновац — Валево; Церский отряд четников пребывал в Поцерине на направлении Шабаца и около Лозницы. Общие силы повстанцев насчитывали около 6 тысяч человек. Верховный штаб НОПОЮ располагался недалеко от города Крупань. Партизанское командование не имело сведений о немецких планах наступления. Однако оно понимало, что немцы не смирятся с существованием освобождённых территорий, поэтому следует быть готовым к отражению возможного удара на угрожаемых направлениях. Вместе с тем ВШ НОПОЮ не ставил перед собой задачу удерживать занимаемые позиции любой ценой. Приоритет отдавался сохранению партизанских сил.
До начала операций части 342-й пд, сосредоточенные в Среме, форсировали 23 сентября реку Сава в районе Мала-Митровицы (теперь Мачванска-Митровица) и около Шабаца. Деблокировав Шабац, они использовали его в качестве плацдарма для последующего наступления. В период с 28 сентября по 24 ноября немецкие войска вели военные действия против Мачванского, Посавского, Валевского, Космайского, 1-го и 2-го Шумадийского, Крагуевацкого, Чачакского и Поморавского партизанских отрядов в районах Мачвы, на линии коммуникации Белград — Валево и в Шумадии.
В ходе операций в Мачве (28 сентября — 9 октября), в районе прилегающей к ней на юге горы Цер (10—15 октября), а также против города Крупань (19—20 октября) и по деблокированию Валево (26 октября), немцы вернули военную инициативу и восстановили контроль над занятыми повстанцами территориями и населёнными пунктами. В то же время германским войскам ни разу не удалось окружить и уничтожить отряды партизан и четников. Они всякий раз своевременно уклонялись из под удара. Разочаровывающе малым было и количество захваченного у повстанцев оружия. В ходе антипартизанских операций вермахт применял жестокие репрессии против населения. Наступая от Шабаца на Крупань, 342-я дивизия расстреляла 1968 человек и согнала в концентрационные лагеря 22 558 человек, сожгла много сёл и Крупань. В городах Кралево и Крагуевац были расстреляны тысячи жителей. Вопреки беспощадным методам исполнения, первый этап немецких операций, названный позднее представителем вермахта в Хорватии генералом Глайзе фон Хорстенау «кровавым деянием Бёме в Мачве», не принёс решающих побед. Учитывая ограниченный срок пребывания 342-й дивизии в распоряжении Бёме, успех общего наступления в Сербии был под вопросом. Как следствие, 5 ноября генерал-лейтенант Хингхофер был отстранён от должности командира 342-й дивизии.
Очередная операции под условным названием «Шабац» (1—9 ноября) была проведена 342-й дивизией совместно с частями 125-го пехотного полка в районе между Шабацем и Коцелева к востоку от горы Цер. Как и в прошлом цикле попытка окружения партизан также закончилась неудачей. Заняв до 24 ноября территорию восточнее и севернее от линии Кралево — Крагуевац — Рудник — Валево, немецкое командование теперь планировало уничтожить партизанскую «Ужицкую республику» и силы НОПОЮ в бассейне Западной Моравы.

### Разрыв между партизанами и четниками — начало гражданской войны в Югославии
Немецкое наступление и связанные с ним жестокие репрессии против сербского населения вызвали напряжение в нестойком союзе партизан и четников. Идеологические антагонизмы двух движений осложняли их сотрудничество и выливались в конфликты по разным вопросам, от дележа трофеев до организации власти на освобождённой территории. Расхождения касались и темы продолжения борьбы, связанной с большими жертвами мирного населения из-за карательных операций нацистов. Михайлович склонялся к свёртыванию восстания, но видел препятствие к этому в действиях партизан. 26 октября состоялась встреча Михайловича с Тито, которая лишь усилила напряжение в отношениях двух антиоккупационных движений. Предпринятые попытки остановить междоусобицу результатов не принесли.
В конце октября стало очевидным, что восстание перешло через свой пик, но не принесло военного успеха. У Михайловича не было сомнений, что начало восстания было преждевременным. Предупреждение об этом, полученное 28 октября от королевского правительства Югославии в изгнании, хотя и было запоздалым, утвердило Михайловича в намерении как можно скорее противостоять коммунистам.
В первые дни ноября 1941 года четники отвели большую часть своих сил с фронта борьбы против немцев и предприняли масштабное нападение на Ужице, а затем другие центры партизанской власти в Западной Сербии. Атаки четников произошли в критический момент восстания — в период немецкого наступления на освобождённые территории. Так началась гражданская война между двумя антиоккупационными движениями, ответственность за которую в значительной степени несло командование Равногорского движения четников. В ходе разразившегося противостояния отряды четников потерпели до 17 ноября ряд поражений от партизан и были вытеснены в район Равна-Горы. В боях между двумя сторонами движения Сопротивления погибли несколько сотен партизан и четников. В то же время под давлением королевского правительства Югославии, а также по причине неудачных переговоров с немецким командованием и предстоящего германского наступления, Михайлович обратился 16 ноября к Тито с предложением о прекращении боевых действий. 17 ноября Тито отдал приказ приостановить наступление на Равна-Гору, одновременно направив предложение Михайловичу начать переговоры. Делегации противоборствующих сторон встретились 18 ноября в Чачаке. 20 ноября было подписано соглашение о перемирии с 12 часов 21 ноября. Дальнейшие переговоры о сотрудничестве в войне с немецкими оккупантами успеха не имели.

## Положение и задачи партизанских отрядов
В начале немецкого наступления в Западной Сербии и Шумадии находились Космайский, 1-й и подразделения 2-го шумадийских партизанских отрядов, Поморавский, Крагуевацкий и небольшие подразделения Чачакского отряда в районе Рудника. Они защищали направления, ведущие на освобождённую территорию со стороны Крагуеваца, Тополы и Лига. Большая часть Чачакского и подразделения 2-го Шумадийского партизанских отрядов обороняли фронт против четников Дражи Михайловича около сёл Праняни и Срезоевци. Ужицкий партизанский отряд противостоял четникам на широком пространстве Западной Сербии, особенно на плоскогорье Равна-Гора. Кралевский и часть Капаниокского партизанского отряда оборонялись против немцев в районе Кралева, в то время, как большая часть Капаниокского отряда защищала долину Ибара. Валевский отряд был ориентирован на Валевское направление и против Равна-Горы. Мачванский отряд находился в Раджевине, а Посавский отряд и Рабочий батальон Ужицкого отряда — в районе Ужица. Верховный штаб НОПОЮ понимал возможность утраты освобождённой территории Сербии и отступления партизанских сил в Санджак. Поэтому Главному штабу партизан Черногории был отдан приказ направить в Санджак сильный отряд для овладения плацдармом в регионе. Партизанским отрядам Сербии ставилась задача сдерживать сколько возможно продвижение противника, обороняясь на выгодных позициях, и, в случае сильного натиска, отходить к Ужице и далее в Санджак.

## План операции «Ужице»
К 24 ноября завершилась переброска в Сербию фронтовой 113-й пехотной дивизии, что позволило немецким войскам в Югославии достичь максимальной численности с июня 1941 года. Тем самым была обеспечена возможность осуществить операцию окружения большего масштаба, чем ранее проведённые. Планом предусматривалось нанесение концентрических ударов из района Кралева, Крагуеваца и Валево в направлении Чачака и Ужице с целью окружения и уничтожения партизанских сил в бассейне Западной Моравы, численность которых по оценке немецкой разведки составляла 8—10 тысяч человек. Согласно плану, 342-я пехотная дивизия должна была наступать на направлениях Валево — Любовия — Баина-Башта — Ужице и Валево — Косьерич — Ужице. 113-й дивизии надлежало продвигаться из района выгрузки Ягодина — Крушевац по направлениям Крагуевац — Горни-Милановац — Ужице и Кралево — Чачак — Ужице. С этими дивизиями взаимодействовали части 714-й и 717-й дивизий, а также коллаборационистские формирования: лётичевские добровольцы, недичевские военные силы и жандармерия, четники Косты Печанаца, объединённые в Шумадийский корпус под командованием Кошты Мушицкого.
Подготовка к операции проходила в условиях дефицита времени, отведённого на достижение успеха. Верховное командование вермахта в директиве от 16 ноября требовало обеспечения безопасности экономически важных объектов, вместе с тем отклонило просьбу Бёме о предоставлении третьей дивизии для подавления восстания. К скорейшему проведению операции вынуждала также ожидаемая переброска 113-й и 314-й дивизий на Восточный фронт.

## Ход операции
Наступление немецкой 342-й пехотной дивизии на Ужице началось 25 ноября, 113-й дивизии — 27 ноября. Шумадийский корпус приступил к действиям 26 ноября. Немцы нападали в основном вдоль дорог, а недичевцы и четники шли между немецких колонн через горы, прикрывая их фланги от партизан.
342-я пд наступала тремя боевыми группами (бг): бг «Запад» численностью около 3100 человек, продвигалась по направлению Валево — Пецка (община Осечина) — Любовия — Баина-Башта, а далее через перевал Кадиняча к Ужице. Боевая группа «Север-А» (около 4000 человек) наступала направлением Валево — Косьерич — Ужице, а бг «Север-Б» (около 1500 человек) пребывала в резерве в Валеве. 113-я пд, усиленная 749-м полков 717-й пд, 1-м батальоном 729-го полка 704-й пд и 202 танковым батальоном (без 2-й и 3-й рот), наступала тремя боевыми группами («Шац», «Хазенштайн» и «Хердерер»). С ней взаимодействовал Шумадийский корпус, наступавший широким фронтом в сторону Ужице через Белановицу, Рудник (около Горни-Милановаца), Чачак и Пожегу.
Партизанские отряды оказывали сопротивление противнику, но не могли сдержать его наступление. 342-я дивизия сломила сопротивление Вальевского партизанского отряда около села Пецки и подразделений Ужицкого отряда у села Букова и севернее от Любовии, а затем быстро продолжила продвижение к Ужице. Её главная наступательная колонна, идущая через Баина-Башту, создала 28 ноября угрозу захвата Ужице и отсечения путей отхода партизанских отрядов
в Санджак. В этой ситуации Главнокомандующий Тито приказал штабу Ужицкого партизанского отряда организовать оборону у села Кадиняча силами Рабочего батальона и четырёх рот из Ужицкого и Посавского отрядов и задержать немцев на сколько это возможно, чтобы обеспечить эвакуацию города. Выполняя приказ, партизаны ценой больших потерь и гибели почти всего Рабочего батальона задержали 29 ноября многократно превосходящие силы противника. Когда после полудня немцы вошли в Ужице, Верховного штаба и других учреждений партизан там уже не было. Сравнение немецких и югославских отчётов о боевых действиях указывает на то, что Тито с Верховным штабом лишь на считанные минуты опередили своих немецких преследователей.
В то же время вспомогательная колонна 342-й дивизии, наступавшая через Косьерич, пробилась в Пожегу, куда вскоре подошли и части 113-й дивизии, взявшие накануне Чачак после преодоления сопротивления Чачакского отряда. Недичевские отряды овладели 28 ноября Рудником и 30 ноября взяли Горни-Милановац.
Уклоняясь от противника, 1-й и 2-й шумадийские, Космайский, Чачакский, Крагуевацкий и Поморавский партизанские отряды отступили из района Рудника в Санджак. Кралевский и подразделения Копаниокского отряда отошли в район Нова-Вароши. Туда же прибыли Ужицкий, части Посавского отряда и Верховный штаб с членами политического актива компартии. Таким образом ядро партизанских сил Западной Сербии и Шумадии под непосредственным командованием верховного штаба численностью около 4500 человек избежало окружения и отступило через реку Увац в северную часть Санджака, в зону оккупации итальянских войск. Вместе с тем, в ходе отступления в районе Златибора были оставлены неходячие раненые партизаны, которых отправляли сюда с начала ноября для лечения со всей свободной территории. 29 ноября — 1 декабря солдатами 342-й пехотной дивизии в населённых пунктах Палисад и Кралева-Вода были расстреляны около 150 тяжелораненых партизан, а около 25 были доставлены в Ужице, где большинство из них также были казнены.

## Операции в Сербии и расстрелы заложников и пленных
16 сентября 1941 года Гитлер приказал командующему германскими войсками на Юго-Востоке генерал-фельдмаршалу Листу усмирить восстание в Сербии со всей жестокостью и расстреливать за каждого убитого немца 50—100 заложников.
В тот же день начальник штаба ОКВ Вильгельм Кейтель отдал приказ всем командующим немецкими войсками от Норвегии до Кипра и от Франции до Украины казнить в качестве искупления за смерть немецкого солдата 50—100 коммунистов. Способ казни должен был повышать её устрашающее действие. Через 12 дней был издан новый приказ Кейтеля о захвате заложников. Согласно австрийскому историку Арнольду Зуппану, приказ ещё в большей степени нарушал положения Гаагской «Конвенции о законах и обычаях сухопутной войны». Видимо из-за понимания преступного характера приказа он был издан под грифом «совершенно секретно» (нем. Geheime Kommandosache) и только в пяти экземплярах, при этом второй был расписан командующему немецкими войсками на Юго-Востоке. Короткий текст приказа предписывал постоянно иметь резерв заложников разных политических и националистических направлений. Отмечалась важность того, чтобы среди заложников были известные личности или их родственники, чьи имена подлежали опубликованию. Заложников соответствующей группы надлежало расстреливать в зависимости от категории политической принадлежности преступников, напавших на немецких солдат.
Руководствуясь приказом Кейтеля, командующий войсками в Сербии генерал Бёме выдал 25 сентября 1941 года совершенно секретный приказ подчинённым соединениям и частям, в котором ставилась задача действовать против сербов любыми средствами и с большой беспощадностью. После доведения до всех офицеров, сержантов и рядового состава, документ подлежал уничтожению. Один из тезисов приказа гласил:

Вам надлежит выполнить задачу на земле, в которой в 1914 году пролиты потоки немецкой крови из-за обмана сербов, мужчин и женщин. Вы мстители за этих мертвецов. Должен быть создан устрашающий пример для всей Сербии, который должен самым сильным образом поразить всё население. Тот, кто действует мягко, согрешит против жизни своих товарищей. Он будет привлечён к ответственности независимо от личности и предстанет перед военным судом.
Оригинальный текст (нем.)Eure Aufgabe ist in einem Landstreifen durchzuführen, in dem 1914 Ströme deutschen Blutes durch die Hinterlist der Serben, Männer und Frauen, geflossen sind (sic!). Ihr seid Rächer dieser Toten. Es muss ein abschreckendes Beispiel für ganz Serbien geschaffen werden, das die gesamte Bevölkerung auf das Schwerste treffen muss. Jeder, der Milde walten lässt, versündigt sich am Leben seiner Kameraden. Er wird ohne Rücksicht auf die Person zur Verantwortung gezogen und vor ein Kriegsgericht gestellt.

Штаб 65-го корпуса особого назначения передал приказ Бёме радиограммой подчинённым оккупационным дивизиям в Сербии: «В будущем нужно расстреливать 100 заключённых или заложников за каждого убитого солдата, 50 — за каждого раненого. С этой целью немедленно арестуйте в каждой местности как можно больше коммунистов, националистов, демократов и евреев, если может быть обеспечена охрана без ущерба для боеспособности».
По оценке Арнольда Зуппана, командование вермахта в лице генерал-фельдмаршалов Кейтеля и Листа дало Бёме недвусмысленные приказы, в которых санкционировались масштабные беспощадные немедленные репрессии, повешения, расстрелы заложников, поджоги. Вместе с тем наряду с квотами на расстрел в соотношении 1:100 по директиве от 16 сентябре 1941 года, были ещё два приказа Бёме от 10 октября, придавшие новое качество расстрелам заложников в Сербии. Они во многом освободили исполнителей от ответственности за соблюдение принципов региональной и политической соотносимости заложников и виновных в нападении на солдат вермахта. Бёме считал, что восстание в Сербии может быть подавлено только огнём и мечом. Таким образом он приказывал действовать и своим войскам. При таких приказах и условиях их исполнения акции мести, и без того носившие характер произвола, превратились в настоящие террористические акты. Это особенно отчётливо выразилось в ликвидации еврейской общины Сербии, а также в массовых расстрелах в Крагуеваце (20—21 октября) и Кралево (15—24 октября). Арнольд Зуппан отмечает, что Бёме, стремясь выполнить поставленную перед ним задачу более чем на 100 процентов, с фанатичным изуверством уничтожил всех сербских евреев, чего от него никто не требовал, даже Кейтель.
Уже при первой операции по деблокированию города Шабаца, войска 342-й дивизии согнали 5000 сербских мужчин в лагерь для интернированных в селе Ярак, из которых 150 были расстреляны ещё в пути, потому что показались непослушными или отставали от заданного темпа движения. При этом поиски оружия при прочёсывании местности остались безуспешными. Заданные операцией в районе Шабаца тенденции ещё в большей мере проявились при операциях «Мачва» (28 сентября — 9 октября), в районе горы Цер (10—15 октября) и против города Крупань (19—20 октября). Во всех операциях при незначительном сопротивлении партизан и ограниченном количестве захваченного оружия большим было количество расстрелянного гражданского населения: 1130 человек в первой операции, 1081 во второй и 1800 в третьей. Число расстрелов, как считает немецкий военный историк Клаус Шмидер, свидетельствует о том, что практически каждый встречный гражданский мужчина, независимо от наличия или отсутствия у него оружия, подозревался в причастности к партизанам. Жить ему или умереть — зависело от чьего-то предположения о подозрении во «враждебных действиях».
Поспешный расстрел всех «подозреваемых в причастности к бандам» (то есть партизан) приводил к недостатку информаторов. По этой причине Бёме подкорректировал практику расстрела пленных партизан и приказом от 1 октября обязал оперативные (1а) и разведывательные (1ц) отделы дивизий информировать войска о необходимости не расстреливать их без допроса.
Согласно Клаусу Шмидеру, взятие партизан в плен впервые было предусмотрено в приказе об уничтожении противника в районе Ужице от 24 ноября 1941 года. Однако, есть по крайней мере один документальный источник, подтверждающий, что несмотря на сообщения о многочисленных пленных и задержанных, как во время операции «Мачва», так и в ходе операции «Ужице» определяли на глаз,
брать в плен или расстрелять на месте.

## Итоги
В ходе немецкого наступления в сентябре — декабре 1941 года большая часть партизанских формирований, действовавших в Сербии, была в значительной мере рассеяна, некоторые из них распались. Вместе с тем наиболее организованные и боеспособные партизанские отряды общей численностью около 4500 человек отступили в Санджак и Восточную Боснию вместе с Верховным штабом и ядром политического актива КПЮ. Сколько-нибудь заметные партизанские формирования продолжали действовать в небольшом районе на юге Сербии. На остальной сербской территории в ряде мест сохранились разрозненные небольшие партизанские группы, время от времени совершавшие отдельные партизанские акции. Активности партизан в оккупированной Сербии не было до 1944 года. Формирования четников здесь также большей частью распались, а отдельные группы ушли в Боснию. Только небольшие отряды четников, зачастую во главе с региональными командирами и несколькими десятками бойцов из состава прежних соединений действовали в отдельных местностях.
Операция «Ужице» стала кульминацией усилий германских войск, направленных на подавление сербского восстания, хотя в последующие дни ими была проведена масштабная операция с кодовым названием «Михайлович» с целью ликвидации командования четников во главе с Дражей Михайловичем (5—7 декабря), а также ряд других акций по зачистке территорий от повстанцев. Количество захваченного немцами в ходе операции «Ужице» трофейного оружия и его соотношение с числом убитых — 2723 винтовок и 2000 убитых — свидетельствуют о нанесении повстанческому движению действительно тяжёлого удара.
По оценке историка Клауса Шмидера, хотя немецким войскам не удалось добиться сплошного окружения партизанских сил, чтобы уничтожить их полностью, Тито и его Верховный штаб избежали захвата только благодаря ошибкам Бёме. Партизанское командование недооценило скорость наступления 342-й пехотной дивизии на Ужице и вынуждено было в спешке бежать на юг в Санджак в зону итальянской ответственности. В этом ему помогло то обстоятельство, что в немецком приказе об операции такой вариант не был предусмотрен либо по ошибке, либо считался маловероятным. Ещё большие последствия для операции имел тот факт, что передовые подразделения 342-й дивизии, достигнув итало-германской демаркационной линии в Санджаке, были остановлены приказом командира дивизии и не продолжили преследование партизан.
Немецкие антипартизанские операции в Сербии сопровождались массовыми расстрелами заложников из числа мирного населения. Обвинение на Нюрнбергском процессе над главными военными преступниками, помимо убийства заложников во Франции, Голландии и Бельгии, включало два случая крупнейших массовых убийств в Сербии в октябре 1941 года: расстрел 5000 заложников в Кралеве и 2300 заложников в Крагуеваце.
Подготовленные по приказу командующего немецкими войсками в Сербии — командира 18-го горного корпуса генерала Бёме итоговые данные об «эффекте» осеннего наступления содержат по состоянию на 5 декабря 1941 года сведения о потерях собственных войск: 160 погибших и 378 раненых солдат. При этом потери партизан составили 3562 человека убитыми в ходе боевых действий и 11 164 человека — расстрелянных в ходе карательных акций «расплаты» (нем. Sühnemaßnahmen). Эти высокие потери сербской стороны, однако, были слишком малы для генерала Бёме, поскольку он дополнил отчёт следующим заключением: за гибель 160 немецких солдат надлежало расстрелять 16 тысяч заложников, а за 378 немецких раненых — соответственно 18 тысяч 900 заложников. Итого 34 900 расстрелов заложников. Из этого числа следует отнять 3562 убитых в боях и уже расстрелянных 11 164 заложника. «Таким образом можно было искупить: 20 174».
Данные Бёме дополняют сведения группенфюрера СС Турнера — начальника административного штаба при командующем немецкими войсками в Сербии. Ещё в начале ноября Турнер докладывал, что в борьбе против повстанцев и в ходе акций «искупления» были расстреляны около 20 тысяч сербов, евреев и цыган. По оценке австрийского историка Арнольда Зуппана, несоответствие между данными Бёме и Турнера объясняется тем, что последний мог в своём отчёте учитывать полицейскую статистику. Так, по данным сербского министерства внутренних дел, только полицейскими формированиями в период с начала сентября 1941 года до конца февраля 1942 года были убиты 4819 партизан, 588 ранены и 2679 захвачены в плен (собственные потери полиции составили 453 убитых, 370 раненых и 262 пропавших без вести).
Согласно немецким отчётам, в ходе операции «Ужице» были убиты 2000 партизан и захвачено 28 пулемётов и 2723 винтовки. Наряду с этим собственные потери 342-й пд составили 11 убитых и 35 раненых.
По данным Венцеслава Глишича, за период с 25 ноября до 4 декабря 1941 года 342-я пехотная дивизия уничтожила 707 партизан, взяла в плен 312 и расстреляла 93 партизана. Ею было захвачено в качестве трофеев 80 вагонов с продовольствием, 4 пушки и один миномёт, 2723 винтовки, 8 пулемётов и деньги в сумме около 2 миллионов динар. Немецкие войска в ходе антипартизанских операций в Сербии, в первую очередь в Западной Сербии и Шумадии, понесли большие потери. Большая их часть относится к оккупационным дивизиям — 276 убитых, 520 раненых и 394 пленных. 342-я дивизия утратила 32 человека убитыми и 130 ранеными. 125-й пехотный полк — 11 убитых и 30 раненых. Наименьшие потери имела 113-я дивизия — 8 убитых и 23 раненых солдата.
Под впечатлением тяжёлого поражения в Сербии И. Броз Тито высказался на заседании Политбюро КПЮ в селе Дренова (Приеполе) 7 декабря 1941 года за свою отставку с поста Генерального секретаря партии, но его предложение было единогласно отклонено.

## Память
В 1979 году у села Кадиняча открыт мемориал в честь бойцов Рабочего батальона и других подразделений Ужицкого и Посавского партизанских отрядов, погибших в бою 29 ноября 1941 года. Авторами создания комплекса стали скульптор Миодраг Живкович и архитектор Александар Джокич.
События борьбы партизан с немецкими войсками и четниками в ходе немецкой операции «Ужице» отражены в художественном фильме режиссёра Живорада Митровича «Ужицкая республика», созданном в 1974 году.